# Leópolis
Leópolis ist ein brasilianisches Munizip im Norden des Bundesstaats Paraná. Es hat 3.752 Einwohner (2022), die sich Leopolenser nennen. Seine Fläche beträgt 345 km². Es liegt 473 Meter über dem Meeresspiegel.

## Etymologie
Der Name stammt von Léo Barboza, einem Teilhaber des Erschließungsunternehmens, der seinen Vornamen für die Benennung der Stadt gab.

## Geschichte

### Besiedlung
Ab 1926 begannen die ersten Kolonisierungsaktivitäten. Für die Gründung von Leópolis war die Companhia Agrícola Barboza verantwortlich, die von der Regierung von Paraná ein riesiges Gebiet erwarb, um es aufzuteilen und Patrimônios zu bilden. Über viele Jahre hinweg plante sie das Kolonisierungsprojekt und versuchte, die Menschen durch die Politik des Kleingrundbesitzes an das Land zu binden. Der fruchtbare Boden ermöglichte den ertragreichen Anbau von Kaffee, so dass zahlreiche Menschen aus verschiedenen Gegenden Brasiliens hierher zogen.

### Erhebung zum Munizip
Leópolis wurde durch das Staatsgesetz Nr. 790 vom 14. November 1951 aus Cornélio Procópio ausgegliedert und in den Rang eines Munizips erhoben. Es wurde am 14. Dezember 1952 als Munizip installiert.

## Geografie

### Fläche und Lage
Leópolis liegt auf dem Terceiro Planalto Paranaense (der Dritten oder Guarapuava-Hochebene von Paraná). Seine Fläche beträgt 345 km². Es liegt auf einer Höhe von 473 Metern.

### Geologie und Böden
Der vorherrschende Boden ist Laterit (strukturierte Terra Roxa). Dieser Bodentyp entsteht durch Basaltablagerungen, die zu einer gleichmäßigen Landschaft mit sanft gewelltem Relief führen, das von Mesetas (kleinen Hochebenen) und Patamares (tief gelegenen Hochebenen) bestimmt wird.

### Vegetation
Das Biom von Leópolis ist Mata Atlântica.

### Klima
In Leópolis herrscht tropisches Klima. Im Winter gibt es in Leópolis deutlich weniger Niederschläge als im Sommer. Die Klimaklassifikation nach Köppen und Geiger lautet Aw. Im Jahresdurchschnitt liegt die Temperatur bei 22,3 °C. Innerhalb eines Jahres gibt es 1335 mm Niederschlag.

### Gewässer
Leópolis liegt im Einzugsgebiet des Paranapanema, der die nördliche Grenze des Munizips bildet. Zu ihm fließen neben dem Rio Congonhas an der südwestlichen Grenze eine Reihe kleinerer Bäche: Água do Guaporé, Água das Flores, Palmital, Tangará, Córrego do Sabiá, Água do Barreiro, Córrego do Cedro, Água Benjamim, Água do Geraldo, Água da Rita, Água do Gaviãozinho, Água do Guaporé, Córrego Canivete, Ribeirão das Pedras, Ribeirão Arapuá, Córrego Alto Grande, Água da Maitaca, Córrego da Pimenta, Ribeirão do Veado, Aguinha I e II, Água da Despedida, Córrego da Estiva, Córrego da Água Branca, Ribeirão das Flores und Córrego Palmital.

### Straßen
Leópolis ist über die PR-160 mit Cornélio Procópio im Südosten verbunden. Nach Norden führt die PR-160 über Sertaneja zur PR-323, die Cambé mit Assis im Staat São Paulo verbindet.

### Nachbarmunizipien
| Sertaneja | Florínea                                    |                   |
|           | Kompassrose, die auf Nachbargemeinden zeigt | Santa Mariana     |
| Uraí      |                                             | Cornélio Procópio |

## Stadtverwaltung
Bürgermeister: Alessandro Ribeiro, PSD (2021–2024)
Vizebürgermeister: Leomar Monteiro, PSD (2021–2024)

## Demografie

### Bevölkerungsentwicklung
| Jahr | Einwohner | Stadt | Land |
| ---- | --------- | ----- | ---- |
| 1960 | 11.113    | 6 %   | 94 % |
| 1970 | 12.021    | 9 %   | 91 % |
| 1980 | 5.180     | 30 %  | 70 % |
| 1991 | 4.761     | 47 %  | 53 % |
| 2000 | 4.440     | 54 %  | 46 % |
| 2010 | 4.145     | 58 %  | 42 % |
| 2022 | 3.752     |       |      |

Quelle: IBGE (2011) und Volkszählung 2022

### Ethnische Zusammensetzung
| Gruppe * | 1991    | 2000    | 2010    | wer sich als …                                                                   |
| --- | ------- | ------- | ------- | -------------------------------------------------------------------------------- |
| Weiße | 69,7 %  | 74,6 %  | 55,8 %  | weiß bezeichnet                                                                  |
| Schwarze | 6,9 %   | 4,5 %   | 5,0 %   | schwarz bezeichnet                                                               |
| Gelbe | 0,5 %   | 0,5 %   | 1,3 %   | von fernöstlicher Herkunft wie japanisch, chinesisch, koreanisch etc. bezeichnet |
| Braune | 22,9 %  | 19,8 %  | 37,9 %  | braun oder als Mischung aus mehreren Gruppen bezeichnet                          |
| Indigene | 0,0 %   | 0,0 %   | 0,0 %   | Ureinwohner oder Indio bezeichnet                                                |
| ohne Angabe | 0,0 %   | 0,6 %   | 0,0 %   |                                                                                  |
| Gesamt | 100,0 % | 100,0 % | 100,0 % |                                                                                  |
| *) Das IBGE verwendet für Volkszählungen ausschließlich diese fünf Gruppen. Es verzichtet bewusst auf Erläuterungen. Die Zugehörigkeit wird vom Einwohner selbst festgelegt. |         |         |         |                                                                                  |

Quelle: IBGE (Stand: 1991, 2000 und 2010)